# 伊德河
伊德河（瑞典語：Gideälven）是瑞典的河流，最終注入波的尼亞灣，河道全長225公里，流域面積3,442平方公里，平均流量每秒38立方米，河道上有10座瀑布，最高的瀑布高25米。